# Lobocheilos illattioides
Lobocheilos illattioides là một loài bướm đêm trong họ Noctuidae.